# تشارلز نوسكي
تشارلز نوسكي (بالإنجليزية:Charles Noski) (من مواليد 23 آب 1952 في يوريكا، كاليفورنيا) هو رئيس مجلس الإدارة في ولز فارجو منذ آذار 2020. شغل سابقاً العديد من المناصب، بما في ذلك منصب المدير المالي في شركة نورثروب غرومان وإيه تي آند تي وبنك أوف أمريكا، بالإضافة إلى مناصب مدير ورئيس لجنة التدقيق في مايكروسوفت.

## التعليم
في عام 1973، حصل نوسكي على درجة البكالوريوس في إدارة الأعمال من جامعة ولاية كاليفورنيا، نورثريدج. في عام 1995، عاد ليحصل على درجة الماجستير في المحاسبة مع استمراره في العمل بدوام كامل في هيوز للإلكترونيات. منحته الجامعة درجة الدكتوراه الفخرية عام 2007.

## مسار مهني مسار وظيفي
في عام 1973، بدأ نوسكي حياته المهنية في شركة المحاسبة ديلويت حيث خدم لمدة 17 عاماً وعُين شريكاً في عام 1983. في عام 1990، انضم إلى شركة Hughes Electronics Corporation كنائب لرئيس الشركة ومراقب. في عام 1992، عينه هيوز نائباً أول لرئيس الشركة ومديراً مالياً، وفي عام 1996 تم انتخابه نائباً للرئيس، وأصبح فيما بعد رئيسًا للشركة ومديرها التنفيذي للعمليات.
من 1999 إلى 2002، كان نوسكي نائب الرئيس التنفيذي الأول والمدير المالي لشركة التليفون والتلغراف الأمريكي. في شباط 2002، تم تعيينه نائباً لرئيس مجلس إدارة الشركة. من 2003 إلى 2005، كان نوسكي في شركة نورثروب غرومان كنائب رئيس الشركة والمدير المالي الأول. كان مديراً في الشركة من 2002 إلى 2005. في عام 2010، تم تعيينه نائب الرئيس التنفيذي والمدير المالي لشركة بنك أوف أمريكا، وأصبح نائباً للرئيس في عام 2011. تقاعد من بنك أوف أمريكا في عام 2012 وعمل منذ ذلك الحين في مجالس إدارة مايكروسوفت وبوكنج هولدنج وولز فارجو.
نوسكي هو رئيس مجلس أمناء مؤسسة المحاسبة المالية، وهو عضو في المعهد الأمريكي للمحاسبين القانونيين والمديرين التنفيذيين الماليين الدولي. وعين في إرنست ويونغ «لجنة الجودة المستقلة للمراجعة الصورة في 2019، وهو عضو سابق في مجلس معايير المحاسبة المالية» المحاسبة المالية المجلس الاستشاري معايير الصورة و الشركة العامة المحاسبة مجلس الرقابة المجموعة الاستشارية الدائمة الصورة. في عام 2006، تم إدخال السيد نوسكي في الفصل الافتتاحي لقاعة مشاهير التنفيذيين الماليين الدوليين.